# عويلم
العُوَيْلِم في علم تصنيف الأحياء هي الجماعة من الأحياء بين المملكة والشعبة.